# 褚國祥
褚國祥（1547年—？），字徵興，號懷溪，直隸常州府武進縣軍籍，宜興縣人，明朝政治人物。

## 生平
萬曆四年（1576年）丙子科應天府鄉試第九十一名，萬曆八年（1580年）庚辰科會試第一百二十八名，登三甲第一百三十二名進士。工部觀政，本年授福建宁化县知县，十年调繁浦城县知县，十四年升湖州府同知，十六年告假终养。
萬曆二十九年（1601年）起补兖州府同知。

## 家族
曾祖褚思智；祖父褚景；父褚湘。母陳氏。慈侍下。兄褚棟（同科進士）、褚梁。弟國瑞、國榮、國秀、褚國賢（贡士）、國正、國補。